# Purga Bednjanska
Purga Bednjanska is een plaats in de gemeente Bednja in de Kroatische provincie Varaždin. De plaats telt 108 inwoners (2001).